# Willie Toweel
William Michael Toweel, genannt Willie Toweel, (* 6. April 1934 in Benoni, Südafrika; † 25. Dezember 2017 in Randburg) war ein südafrikanischer Boxer, der in verschiedenen Gewichtsklassen kämpfte.

## Amateur
1952 gewann er bei den Olympischen Spielen in Helsinki die Bronzemedaille im Fliegengewicht.

## Profi
Ins Profigeschäft stieg Toweel 1953 ein und startete mit einer Serie von zwanzig Siegen. Dabei erkämpfte er sich den vakanten Titel des südafrikanischen Bantamgewichtsmeisters, den er einmal verteidigte. Im Mai 1954 erlangte er den vakanten Federgewichtstitel. Diesen Titel konnte er zweimal erfolgreich verteidigen.
Im September 1955 forderte er den amtierenden Weltmeister im Bantamgewicht heraus, den Franzosen Robert Cohen. Der Kampf endete unentschieden, obwohl Toweel zweimal in der zweiten und einmal in der zehnten Runde zu Boden ging.
Seine erste Profiniederlage erlitt er im Dezember 1955 im Kampf um den kombinierten Südafrika- und Commonwealth-Titel im Leichtgewicht gegen seinen Landsmann Johnny van Rensburg. Den Rückkampf im Juni 1956 gewann er nach Punkten. Ein dritter Kampf gegen van Rensburg zwei Monate später endete unentschieden. Den Commonwealth-Titel konnte er danach noch dreimal verteidigen, bevor er ihn im Mai 1959 nach K. o. in der zehnten Runde gegen David Chamley aus England verlor. Den letzten Karrierehöhepunkt erreichte er im August 1960, als er den vakanten Südafrika-Titel im Weltergewicht gewann. Er konnte ihn allerdings nicht verteidigen, da er ihn drei Wochen später nach einer Disqualifikationsniederlage verlor. Den letzten Kampf im Oktober des gleichen Jahres verlor Toweel gegen Emile Griffith von den Amerikanischen Jungferninseln durch K. o. in der achten Runde.